# داریوش یابوونسکی (کشتی‌گیر)
داریوش یابوونسکی (به لهستانی: Dariusz Jabłoński؛ زادهٔ ۲۸ آوریل ۱۹۷۳) کشتی‌گیر پیشین اهل لهستان است که در دسته‌های ۵۴ و ۵۵ کیلوگرم کشتی فرنگی رقابت می‌کرد. او یک مدال طلای مسابقات قهرمانی کشتی جهان (۲۰۰۳) و یک مدال طلا (۱۹۹۷)، یک نقره (۱۹۹۹) و دو برنز (۲۰۰۱، ۲۰۰۲) را از مسابقات قهرمانی کشتی اروپا کسب کرده است.